# Kristján Kristinsson
Kristján Kristinsson (* 16. August 1998) ist ein isländischer Eishockeyspieler, der seit 2012 bei Ísknattleiksfélagið Björninn in der isländischen Eishockeyliga unter Vertrag steht.

## Karriere
Kristján Kristinsson begann seine Karriere als Eishockeyspieler bei Ísknattleiksfélagið Björninn, in dessen zweiter Mannschaft (Hunar genannt) er 2012 in der isländischen Eishockeyliga debütierte. Seit 2014 spielt er für die erste Mannschaft (Björninn) des Vereins.

### International
Kristján Kristinsson spielte bereits als Jugendlicher für Island. Er nahm an den U18-Weltmeisterschaften 2014 und 2016 in der Division II und 2013 in der Division III sowie den U20-Weltmeisterschaften der Division II 2015 und in der Division III 2016 und 2017 teil.
Für die Herren-Nationalmannschaft debütierte Kristján Kristinsson bei der Weltmeisterschaft 2017 in der Division II.

## Erfolge und Auszeichnungen
- 2015 Aufstieg in die Division II, Gruppe B, bei der U18-Weltmeisterschaft der Division III, Gruppe A